# 민형식 (조선남작)
민형식(閔炯植, 1859년 양력 12월 6일 ~ 1931년 양력 8월 1일)은 조선 시대의 관료이며 일제강점기에 조선귀족 작위를 받았다. 자는 경구(景構), 호는 국농(菊農)이며 본관은 여흥이다. 민영휘의 아들 민형식(閔衡植, 1875년생)과는 다른 인물이다.

## 생애
명성황후의 척족으로, 임오군란으로 실각한 명성황후가 충주로 몸을 피할 때 호종한 뒤 병조참판, 형조참판 등 고위 관직을 역임했다. 특히 병조의 요직과 함께 절도사, 삼도수군통제사 등을 지내며 국방 분야를 담당한 척족 세력이었다.
1894년 갑오경장으로 김홍집의 친일 내각이 수립되었을 때 다른 척족들과 함께 탄핵을 받아 유배되었다. 그러나 곧 풀려나 다시 중용되었으며, 육군 부장과 참모관 등을 지내며 일제의 한일 병합 조약 체결에 협조하여 일본 정부로부터 1910년 남작 작위를 받았다.
2002년 발표된 친일파 708인 명단과 2008년에 발표된 민족문제연구소의 친일인명사전 수록예정자 명단에 모두 선정되었다. 2007년 대한민국 친일반민족행위진상규명위원회가 발표한 친일반민족행위 195인 명단에도 들어 있다.
민형식에게는 아들 6형제가 있었으나, 모두 아편 중독자이거나 전과범이라 그의 작위는 자손들에게 습작되지 못한 것으로 추정된다.

## 가족 관계
- 고조부 : 민양현(閔養顯)
  - 증조부 : 민치화(閔致和)
    - 할아버지 : 민원용(閔元鏞)
      - 아버지 : 민영위(閔泳緯)

## 참고 문헌
- 친일반민족행위진상규명위원회 (2007년 12월). 〈민형식〉 (PDF). 《2007년도 조사보고서 II - 친일반민족행위결정이유서》. 서울. 183~190쪽. 발간등록번호 11-1560010-0000002-10.[깨진 링크(과거 내용 찾기)]
- 민형식(閔炯植) - 한국학중앙연구원

| 전임 정기택 | 제207대 삼도수군통제사 1892년 4월 - 1894년 3월 | 후임 민영옥 |